# Stanley Mouse
Stanley Mouse (* jako Stanley George Miller; 10. října 1940, Fresno, Kalifornie, USA) je americký umělec. V šedesátých letech navrhoval plakáty pro koncerty psychedelických skupin. Navrhoval také několik obalů alb skupině Grateful Dead. Navrhoval také například obal alba More Oar: A Tribute to the Skip Spence Album, na kterém hráli například Tom Waits nebo Robert Plant.